# Gates McFaddenová
Cheryl Gates McFaddenová (* 2. března 1949 Akron, Ohio) je americká herečka a choreografka.

## Biografie
Vystudovala Brandeis University, kde v divadelnictví získala titul bakalář umění. Poté se přestěhovala do Paříže a studovala u herce Jacquese Lecoqa. V první polovině 80. let se podílela na některých filmech jako choreografka (Temný krystal (1982)), v některých z nich si zahrála i malou roli (Muppets dobývají Manhattan (1984), When Nature Calls (1985), Labyrint (1986)). Objevila se i ve snímku Woodyho Allena Vzpomínky na hvězdný prach (1980) a ve filmu Hon na ponorku (1990), její scény ale byly při postprodukci vystřiženy.
Od roku 1987 hrála doktorku Beverly Crusherovou ve sci-fi seriálu Star Trek: Nová generace. Ve druhé řadě byla její postava nahrazena doktorkou Pulaskou (Diana Muldaurová), McFaddenová se ale na začátku třetí sezóny vrátila zpět a vydržela v seriálu až do jeho konce v roce 1994. Jako Crusherová se objevila i v následujících čtyřech filmech Star Trek: Generace (1994), Star Trek: První kontakt (1996), Star Trek: Vzpoura (1998) a Star Trek: Nemesis (2002) a coby hologram Crusherové i v animovaném seriálu Star Trek: Fenomén (2022)
Gates McFaddenová učila na několika univerzitách, včetně Divadelní školy University of Southern California.